# Baloncesto en los Juegos Suramericanos
El baloncesto en los Juegos Suramericanos es la competición de ese deporte.

## Baloncesto masculino
| Edición       | Sede                | Equipos | Oro       | Plata        | Bronce       |
| 1978 Detalles | La Paz, Bolivia     |         | Bolivia   | Bandera de ? | Bandera de ? |
| 1982 Detalles | Rosario, Argentina  |         | Argentina | Paraguay     | Chile        |
| 2010 Detalles | Medellín, Colombia  | 6       | Argentina | Uruguay      | Chile        |
| 2014 Detalles | Santiago, Chile     | 5       | Argentina | Chile        | Colombia     |
| 2018 Detalles | Cochabamba, Bolivia | 5       | Paraguay  | Argentina    | Chile        |
| 2022 Detalles | Asunción, Paraguay  | 5       | Chile     | Paraguay     | Colombia     |

| Núm. | País      | Oro | Plata | Bronce | Total |
| ---- | --------- | --- | ----- | ------ | ----- |
| 1º   | Argentina | 3   | 1     | 0      | 4     |
| 2º   | Chile     | 1   | 1     | 3      | 5     |
| 3º   | Paraguay  | 1   | 1     | 0      | 2     |
| 4º   | Colombia  | 0   | 0     | 2      | 2     |
| 5º   | Bolivia   | 1   | 0     | 0      | 1     |
| 6º   | Uruguay   | 0   | 1     | 0      | 1     |
| 7º   | Panamá    | 0   | 0     | 0      | 0     |
| 8º   | Venezuela | 0   | 0     | 0      | 0     |
| 9º   | Ecuador   | 0   | 0     | 0      | 0     |
| 10.º | Perú      | 0   | 0     | 0      | 0     |

## Baloncesto femenino
| Edición       | Sede                | Equipos | Oro       | Plata     | Bronce       |
| 1978 Detalles | La Paz, Bolivia     |         | Brasil    | Bolivia   | Bandera de ? |
| 1982 Detalles | Rosario, Argentina  |         | Perú      | Argentina | Chile        |
| 2010 Detalles | Medellín, Colombia  | 7       | Brasil    | Argentina | Colombia     |
| 2014 Detalles | Santiago, Chile     | 6       | Argentina | Chile     | Colombia     |
| 2018 Detalles | Cochabamba, Bolivia | 6       | Colombia  | Bolivia   | Paraguay     |
| 2022 Detalles | Asunción, Paraguay  | 5       | Colombia  | Paraguay  | Uruguay      |